# Тифиј
Тифиј (или Тифије) (грч. Τῖφυς) је у грчкој митологији био крманош лађе Арго.

## Митологија
Био је син Хагнија из беотске Сифе или Тифе или Форбанта и Хирмине. Њега је одабрала богиња Атена да управља лађом и тако доведе Аргонауте до Колхиде, јер је био врсни морепловац, који осим што је знао кретања звезда и Сунца, умео је и да предвиди јаке ветрове на мору. Ипак, није успео да лађу доведе до циља, јер се у земљи Маријандина разболео од краткотрајне, али тешке болести и умро. Другови су га ту и сахранили, а његово место је преузео Анкај.

## У уметности
Тифиј је представљен са Атеном и Аргом на рељефу од теракоте из првог века, који се чува у Британском музеју.